# Joe Cannon
Joe Cannon (ur. 1 stycznia 1975 w Sun Valley) – amerykański piłkarz występujący na pozycji bramkarza.

## Kariera klubowa
Cannon grał w uniwersyteckich zespołach – UC Santa Barbara Gauchos i Santa Clara Broncos. W 1998 roku reprezentował barwy grającego w A-League San Diego Flash. Następnie podpisał kontrakt z San Jose Earthquakes. Był rezerwowym golkiperem zespołu, jednak po kontuzji barku Davida Kramera wskoczył na dłużej do podstawowego składu Earthquakes. Odtąd niemal zawsze wybiegał w wyjściowej jedenastce drużyny. W 2001 roku zdobył z nią mistrzostwo Stanów Zjednoczonych, a rok później został odznaczony nagrodą dla najlepszego bramkarza ligi – MLS Goalkeeper of the Year.
Dobra postawa w meczach MLS zaowocowała transferem do RC Lens. Bramkarz podpisał z francuskim klubem sześciomiesięczną umowę. Nie potrafił sobie jednak wywalczyć miejsca w podstawowej jedenastce i po upływu kontraktu wrócił do USA, gdzie znalazł zatrudnienie w Colorado Rapids. Tam wygrał rywalizację o miano pierwszego bramkarza zespołu ze Scottem Garlickiem. W 2004 roku rozegrał wyśmienity sezon – nominowano go do nagrody MVP ligi, zgarnął kolejne trofeum dla najlepszego bramkarza sezonu i został wybrany do najlepszej jedenastki sezonu.
1 grudnia 2006 został sprzedany do Los Angeles Galaxy, a w zamian zawodnikami Colorado Rapids zostali dwaj gracze Galaxy: Hérculez Gómez i Ugo Ihemelu. Swój debiut w nowej drużynie Cannon zanotował 8 kwietnia 2007 w meczu z Houston Dynamo (0:0).
Wrócił do San Jose Earthquakes 10 stycznia 2008. W sezonie 2008 obronił 4 z 6 rzutów karnych, z którymi się spotkał.

## Kariera reprezentacyjna
Ojciec Cannona jest Kanadyjczykiem, więc golkiper mógł występował zarówno w reprezentacji Kanady, jak i w reprezentacji Stanów Zjednoczonych. Wybrał drugą opcję, lecz w „The Yanks” rozegrał jedynie 2 mecze. Trener Bruce Arena powołał go na Puchar Konfederacji 2003.